# Winzerverein Reichenau

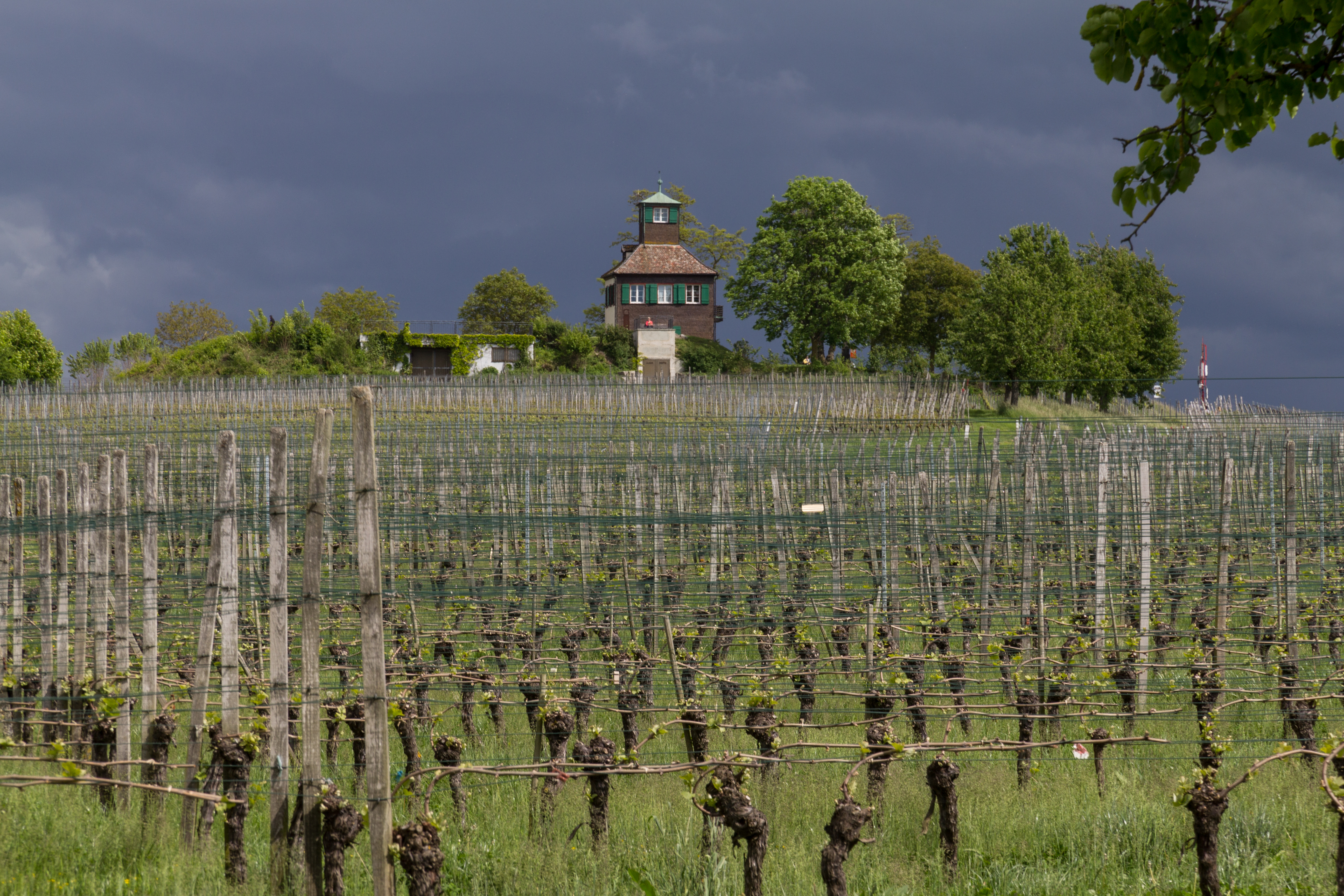
Reben am Hochwart, dem höchsten Punkt der Insel Reichenau

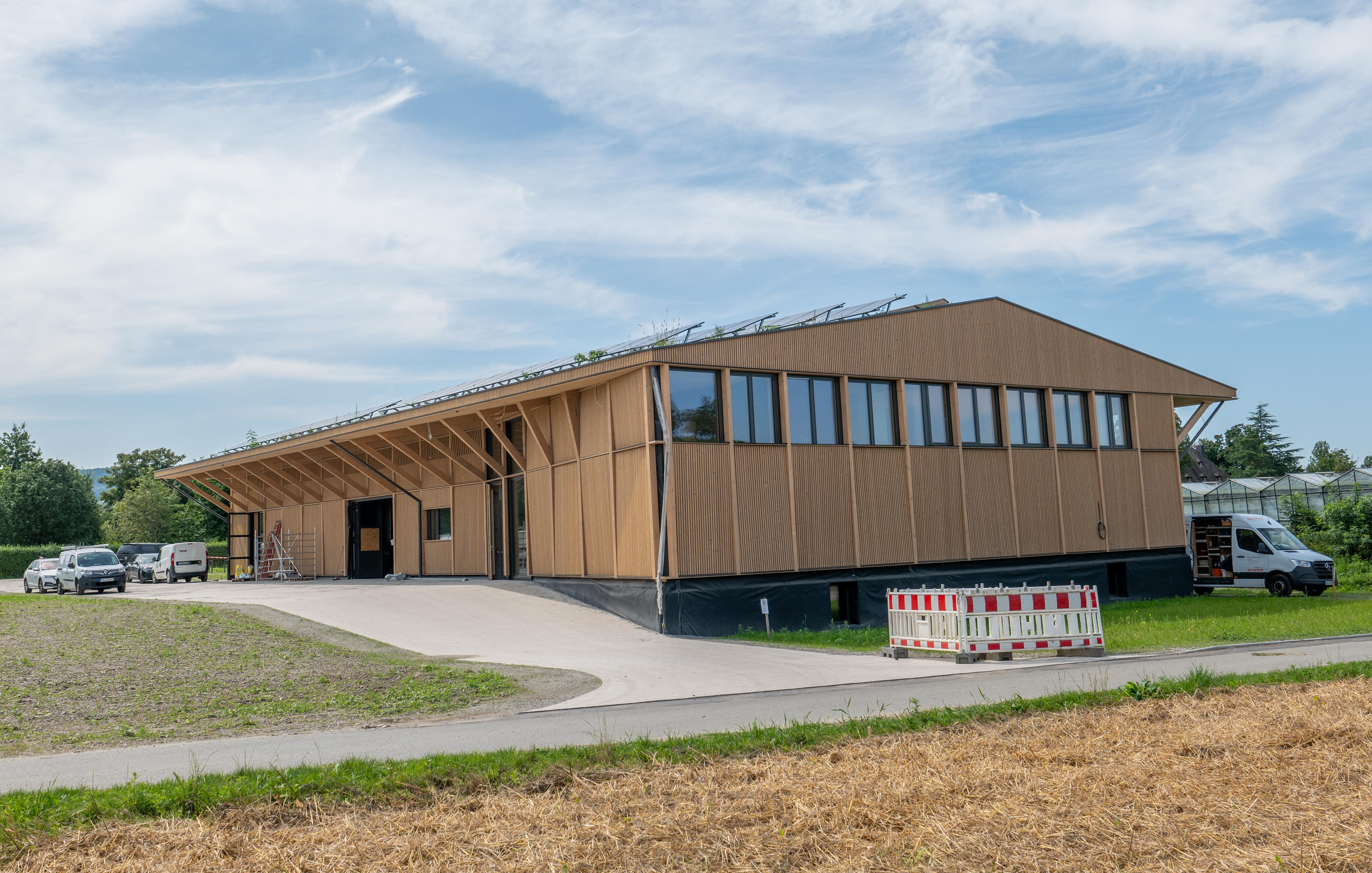
Lieferfahrzeug des Winzervereins

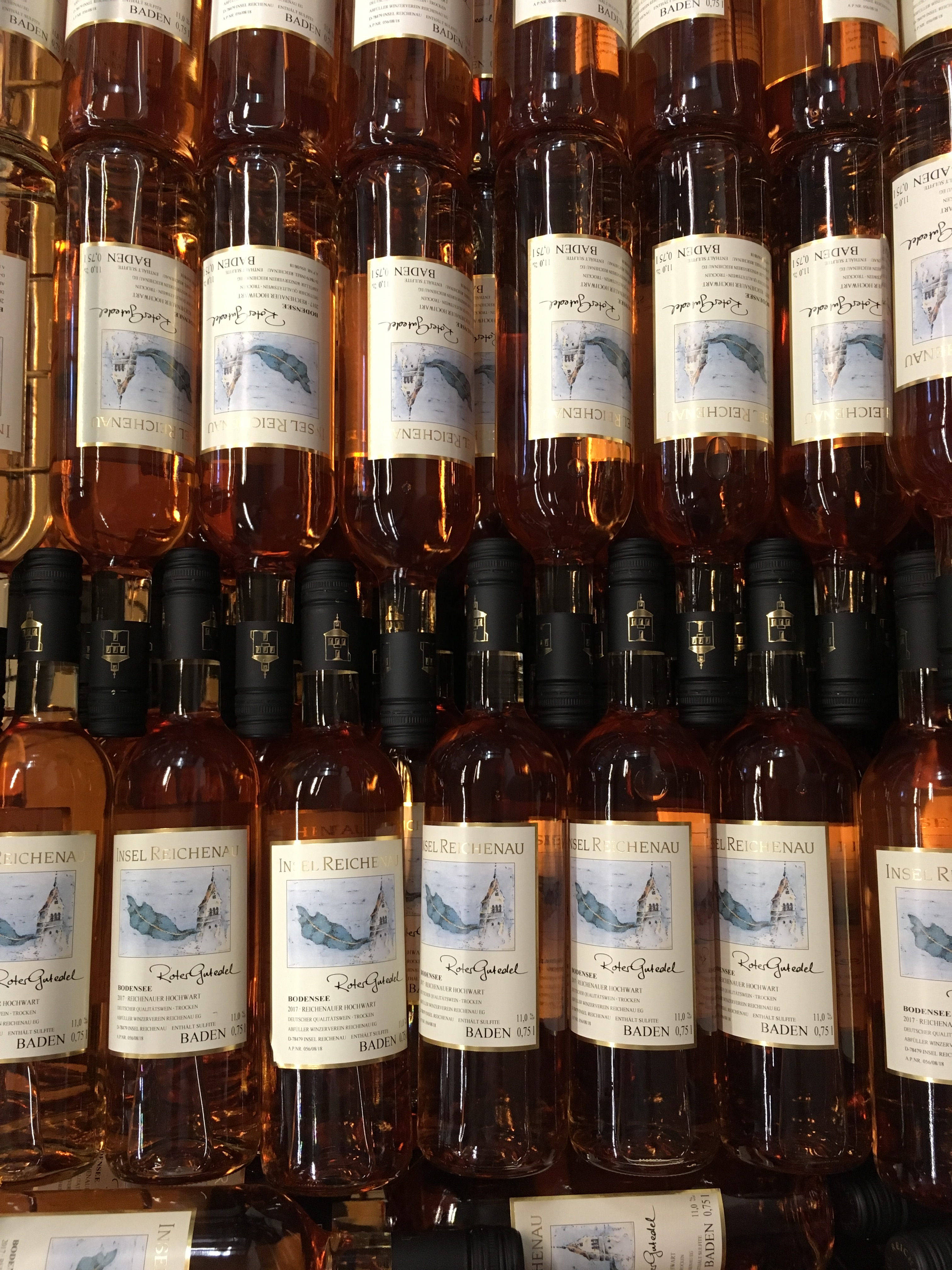
Roter Gutedel, fotografiert in der Winzergenossenschaft der Insel Reichenau

Der Winzerverein Reichenau ist die kleinste selbständige Winzergenossenschaft im Weinanbaugebiet Baden und erzeugt den Wein vom südlichsten Weinbaugebiet Deutschlands. Er ist eine eingetragene Genossenschaft. Die Rebanbauflächen auf der Insel Reichenau werden durch die Rebenaufbau- und Winzergenossenschaft Insel Reichenau eG bewirtschaftet. Die Kellerei befindet sich in einem Teil des ehemaligen Klosters Reichenau, dem Rathaus-Südflügel, in Mittelzell.

## Geschichte
Der erste Rebstock wurde im Jahre 818 unter Abt Hatto I. gepflanzt. Der Winzerverein Reichenau wurde 1896 mit Hilfe von Pfarrer Meinrad Meier gegründet. Im Winter 1928/29 erfroren die meisten Reben. Die Mitgliederzahl und Rebfläche entwickelte sich folgendermaßen:
- 1896 62 Rebleute
- 1913 194 Mitglieder mit 140 Hektar Rebfläche
- 2018 22 Hektar Rebfläche, darunter 1 Hektar Bioanbau
- 2019 Umbau der Verkaufsräume zu Vinothek in der historischen Klosteranlage
- 2024 Neubau der neuen Weinkelter im Eichenweg 22

Etwa 11 Hektar der Rebfläche entfallen auf die Rebenaufbau- und Weinbaugenossenschaft, weitere 11 Hektar auf rund 50 Nebenerwerbswinzer.
Die Rebenaufbau- und Weinbaugenossenschaft wurde im Januar 1975 gegründet. Nach der Flurbereinigung Ende der 1960er-Jahre wurden die bei den Gemüsegärtnern unbeliebten Hanglagen für die Bepflanzung mit Reben genutzt. 9,5 Hektar hat die Rebenaufbau und Weinbaugenossenschaft gepachtet, 1,5 Hektar gehören ihr selber (Stand 2019).

## Angebaute Rebsorten
Angebaut werden Müller-Thurgau (etwa 40 %), Blauer Spätburgunder (35 %), Gutedel (10 %), Grauburgunder (10 %), Kerner, Muskateller, Chardonnay.

## Weinlagen
Etwa 10 Hektar der Anbaufläche befinden sich rund um den Aussichtspunkt Hochwart. Dort gibt es auch einen Weinlehrpfad. Durch die Flurbereinigung wurden in den 1970er-Jahren die Hangflächen für den Weinbau reserviert und die ebenen Flächen für den Gemüseanbau.

## Vermarktung
Seit April 2019 befinden sich die Verkaufsräume im Untergeschoss des Westflügels des Rathauses im Durchgang vom Münster zum Klosterhof. Etwa 50 bis 60 % der ca. 200.000 Flaschen (Stand 2018) werden direkt vor Ort vermarktet. Der Rest geht an die Gastronomie und den Einzelhandel auf der Insel sowie der Region. Der Winzerverein nimmt an den Weinfesten Reichenau, Konstanz-Wollmatingen und in der Altstadt von Konstanz teil.

## Filme
- Weinwelten – Die Insel Reichenau: Das südlichste Weinanbaugebiet Deutschlands, euromaxx bei YouTube.com